# Ordizia
Ordizia is een gemeente in de Spaanse provincie Gipuzkoa in de regio Baskenland met een oppervlakte van 6 km². Ordizia telt 9.875 inwoners (1 januari 2016).
Ordizia is een buurgemeente van het iets grotere dorp Beasain. Samen liggen ze aan de rivier de Orio. Iedere woensdag is er een grote, bedrijvige markt. Er worden veel dorpsfeesten gehouden en concoursen voor fruit, wijnen, kazen, kippen, enz.
In en rond Ordizia wordt jaarlijks de wielerwedstrijd Prueba Villafranca de Ordizia gehouden.

## Demografische ontwikkeling
Bron: INE; 1857-2011: volkstellingen